# William Henry Smith (Politiker, 1825)

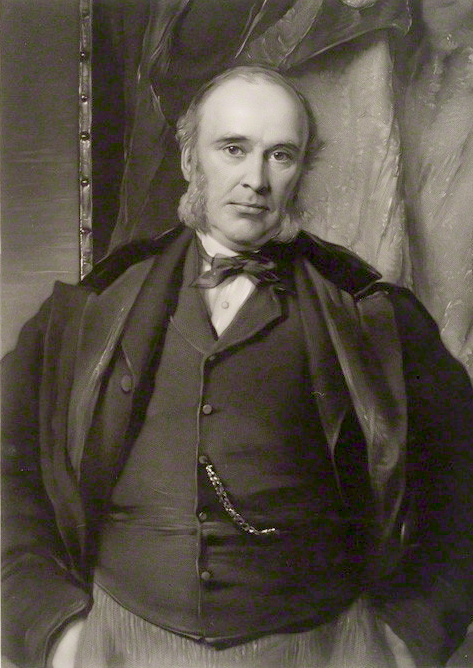
William Henry Smith

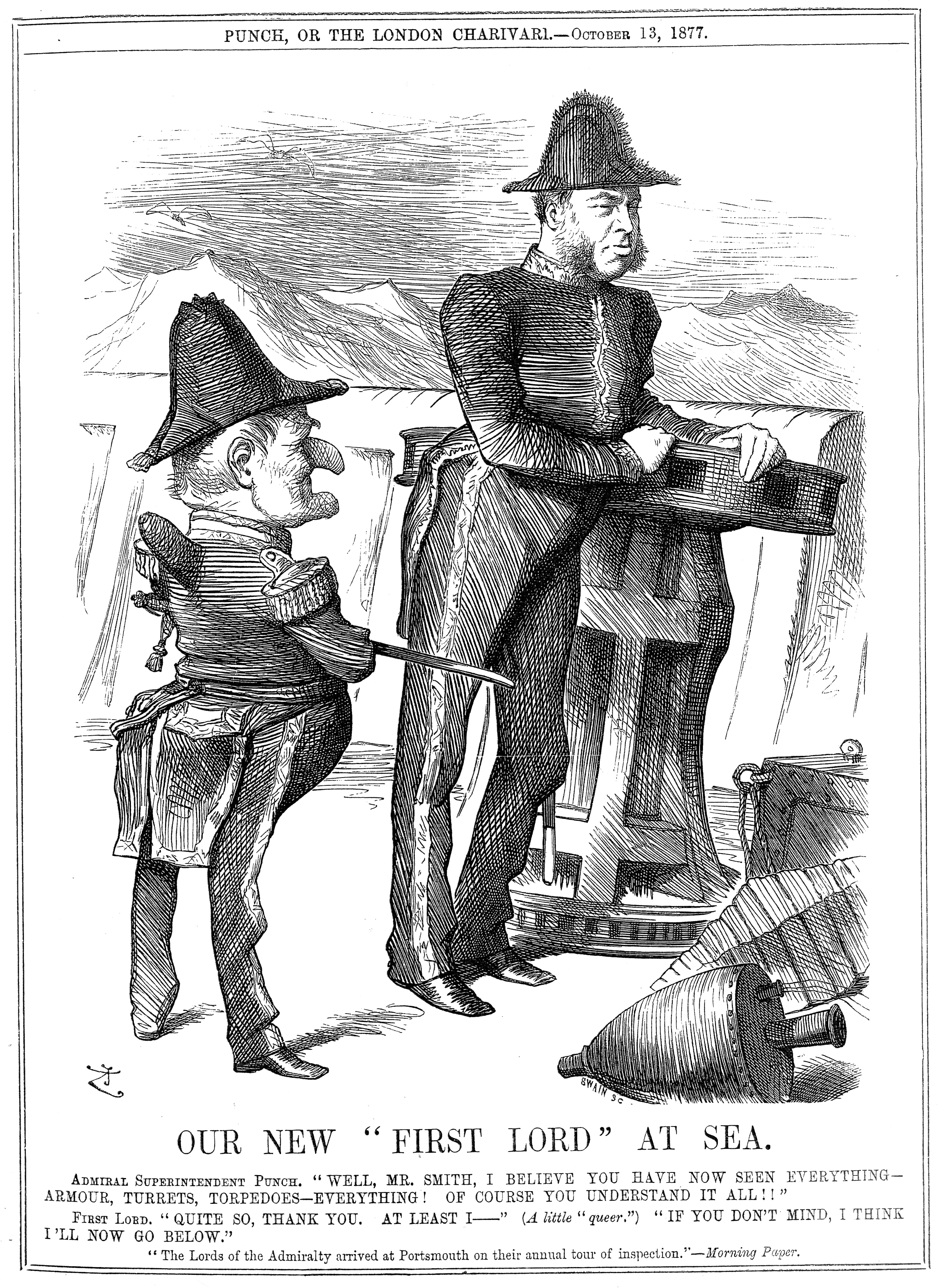
Satirische Zeichnung aus dem Punch anlässlich der Nominierung Smiths zum Ersten Lord der Admiralität, 1877

William Henry Smith PC (* 24. Juni 1825 in London; † 6. Oktober 1891 im Walmer Castle bei Deal, Kent) war ein britischer Politiker und Unternehmer.

## Leben
William Henry Smith war Sohn von William Henry Smith (1792–1865), dem Inhaber des Bücher- und Zeitschriftenunternehmens WHSmith. Er besuchte die Grammar School von Tavistock (Devon) und beteiligte sich ab 1846 am Geschäft seines Vaters. Durch seinen Einsatz begann der Verkauf von Büchern und Zeitungen an Bahnhöfen, der das Unternehmen zu großer Bekanntheit führte.
1868 wurde Smith als Mitglied der Konservativen zum Abgeordneten des House of Commons gewählt. Ein früherer Versuch, 1865 als liberaler Unterstützer Palmerstons in das Parlament gewählt zu werden, scheiterte. 1874 wurde Smith zum Sekretär im Schatzamt (Secretary to the Treasury) ernannt. 1877 ernannte man ihn zum Ersten Lord der Admiralität. Da ihm jede militärische und seemännische Erfahrung fehlte, wurde er oft zur Zielscheibe des Spotts; Benjamin Disraeli nannte ihn „Pinafore Smith“ (nach der Operette H.M.S. Pinafore, in der seine Karriere satirisch verwertet wurde).
Nach einer Neuverteilung der Sitze vertrat Smith ab 1885 als Abgeordneter den Londoner Wahlbezirk Strand. Im darauffolgenden Jahr hatte er kurzzeitig den Posten des Chief Secretary for Ireland inne. Während Salisburys kurzer Amtszeit als Premierminister vom Juli 1885 bis Februar 1886 sowie nach dem Wahlerfolg der Konservativen im Juli war er Kriegsminister. 1887 wurde er First Lord of the Treasury sowie Leader of the House of Commons. 1891 wurde er zum Lord Warden of the Cinque Ports ernannt. Wegen seines ernsten Auftretens wurde Smith auch scherzhaft „Old Morality“ genannt.
William Henry Smith war Unterstützer der Hypothese, dass die Werke William Shakespeares aus der Feder Francis Bacons stammten.